# Angola
|  | Per a altres significats, vegeu «(1712) Angola». |

Angola (en portuguès, Angola), oficialment República d'Angola, és un estat de la costa occidental de l'Àfrica, que confronta amb la República Democràtica del Congo al nord i a l'est, amb Zàmbia a l'est, amb Namíbia al sud i amb l'oceà Atlàntic a l'oest. Angola inclou també l'enclavament de Cabinda, al nord, entre el Congo i la República Democràtica del Congo, i és el país més prop a la colònia britànica de Santa Helena. La capital n'és Luanda.

## Origen i història del nom
El nom Angola és una corrupció portuguesa de la paraula bantu N'gola, que era el títol dels dirigents nadius de la regió durant el segle xvi, al temps de la colonització portuguesa.

## Història
Els habitants originals de l'actual Angola foren caçadors i recol·lectors i parlaven la llengua koisan. L'expansió dels pobles bantu, en el primer mil·lenni dC, els va fer perdre predomini a la zona. En grups reduïts, els khoisan –boiximans per als europeus– encara habiten algunes zones del sud del país.
Els bantu eren un poble d'agricultors, recol·lectors i caçadors que és probable que comencessin les seves migracions des de la selva humida, el que avui és la frontera entre Nigèria i el Camerun. La seva expansió es va donar en grups petits, que es reubicaren en resposta a circumstàncies polítiques o econòmiques. A través dels segles xiv i xvii, establiren un seguit de regnes, sent el del Congo el principal. Aquest va comprendre la franja que en l'actualitat és frontera entre Angola i la República Democràtica del Congo i el seu apogeu es donà durant els segles xiii i xiv.
El 1482, a la desembocadura del riu Congo va arribar una flota portuguesa, comandada per Diogo Cão. Aquest fou el primer contacte amb els angolesos –integrats en l'antic regne del Congo– i el començament del procés colonitzador. Cão utilitzà primer les missions evangelitzadores, el comerç més tard, i després expedicions militars en contra dels pobles que habitaven l'interior del territori.

### Període colonial
Portugal s'establí en el territori el 1483, en el riu Congo, on existiren els estats del Congo, Ndongo i Lunda. L'estat del Congo s'estenia de l'actual Gabon al nord, fins al riu Kwanza al sud. El 1575, la corona portuguesa li va atorgar un privilegi a Paulo Dias de Novais, net de l'explorador Bartolomeu Dias, per que conquerís dos-cents kilòmetres quadrats de costa al sud del Kwanza. Així Portugal va establir una próspera colònia portuguesa a Luanda basada en la tracta d'esclaus i en el comerç d'or i diamants espoliats. Els portuguesos prengueren gradualment el control de la franja costanera al llarg del segle xvi i a través d'una sèrie de tractats i guerres formaren la colònia d'Angola.
Els holandesos van ocupar Luanda des de 1641 fins a 1648, proporcionant un impuls per als estats antiportuguesos. El 1648, Portugal reprengué Luanda i va iniciar un procés de conquesta militar dels estats del Congo i Ndongo que acabà amb la victòria portuguesa el 1671. El control administratiu total portuguès de l'interior no va ocórrer fins a començaments del segle xx. El 1951, la colònia fou recategoritzada com una província d'ultramar, anomenada també Àfrica Occidental Portuguesa.
Quan Portugal es va refusar al procés de descolonització, sorgiren tres moviments d'independència:
- El Moviment Popular per a l'Alliberament d'Angola (Movimento Popular de Libertação de Angola, MPLA), en una base entre Ambundu i la intel·ligència mestissa amb "assimilada" de Luanda, i llaços amb partits comunistes de Portugal i els països del Pacte de Varsòvia.
- El Front Nacional d'Alliberament d'Angola (Frente Nacional de Libertação de Angola, FNLA), amb una base ètnica a la regió bakongo del nord i vincles amb el Govern dels Estats Units i el règim de Mobutu Sese Seko de Zaire.
- La Unió Nacional per a la Independència Total d'Angola (União Nacional para a Independência Total de Angola, UNITA), liderat per Jonas Malheiro Savimbi amb base ètnica i regional en el cor d'Ovimbundu, al centre del país.

Després d'una guerra de guerrilles independentista de 14 anys, iniciada el 4 de febrer de 1961, i seguint la Revolució dels Clavells de Portugal, Angola aconsegueix la seva independència el 1975.

### Període autònom
Inclús abans del traspàs formal del govern per part dels portuguesos (fixat per a l'11 de novembre de 1975), una guerra civil va esclatar entre el MPLA, la UNITA i el FNLA recolzats per una invasió sud-africana (9 d'agost de 1975). El MPLA, d'inspiració esquerrana, aconsegueix derrotar, amb el suport de forces cubanes, guineanes i katangueses (de Katanga, província escindida del Zaire que posteriorment tornaria a la seva sobirania) als seus oponents en Qifangondo, a les portes de Luanda i rebé el govern de mans dels portuguesos, però la guerra va continuar. El 1976, el FNLA, recolzat pel Zaire, fou derrotat en l'Operació Carlota, deixant al MPLA i la UNITA abonada per la Sud-àfrica de l'apartheid a lluitar pel poder.
El 1991, després de la derrota patida en Cuito Cuanavale el 1988, després de llargues negociacions, Sud-àfrica accepta retirar-se de Namíbia i deixar de donar suport a la UNITA, Cuba retirà les seves forces i el govern d'Angola i la UNITA van acordar convertir Angola en un estat multipartidista, però després que José Eduardo dos Santos, de l'MPLA, guanyés les eleccions presidencials supervisades per observadors internacionals, l'UNETA va tornar a deslligar les hostilitats, proclamant que hi hagué frau, al·legació no avalada per aquests observadors.
Un nou acord de pau el 1994 (Protocol de Lusaka) entre el govern i l'UNITA va veure la integració d'exinsurgents de l'UNITA en el govern. Un govern d'unitat nacional s'instal·là el 1997. Això no obstant, l'UNITA va al·legar que el govern no estava complint els acords i reprengué les hostilitats el 1998. Aquesta vegada l'ONU va aprovar una censura contra l'UNITA. El president José Eduardo dos Santos suspengué el funcionament regular de les instàncies democràtiques a causa del conflicte i llançà una ofensiva més gran que esclafà les forces convencionals de l'UNITA el 1999 i recapturà les ciutats principals. L'UNITA va anunciar un retorn a la guerra de guerrilles.
El 22 de febrer de 2002, Jonàs Savimbi, el líder de l'UNITA, fou abatut en una emboscada en la província de Moxico i es va aconseguir un alto el foc entre les dues faccions. L'UNITA va deixar la lluita armada i es transformà definitivament en un partit polític.
Tot i que la situació política del país sembla estar normalitzant-se, el president dos Santos encara no ha permès que es duguin a terme processos regulars democràtics. Això no obstant, s'ha format un govern d'unitat nacional que inclou representants polítics de totes les parts del conflicte (UNITA, FNL i MPLA) i diversos partits formats ja sigui durant el conflicte o posteriorment. El govern ha anunciat eleccions per al 2008.
Entre els principals problemes d'Angola hi ha: una seriosa crisi humanitària (resultat de la guerra prolongada), l'abundància de camps minats, i les accions dels moviments guerrillers (Front para a Libertação do Enclavament de Cabinda, FLEC) que lluiten per la independència de l'enclavament septentrional de Cabinda, a fi d'aconseguir una República de Cabinda, si bé les fortes inversions que ha realitzat el govern actual a la província, així com l'escàs suport de les autoritats congoleses actuals cap a aquest grup guerriller (producte de la intervenció angolesa en el Congo en favor seu) han reduït prou la seva activitat.
Angola, com moltes nacions Subsaharianes, està subjecta a epidèmies periòdiques de malalties infeccioses. Des de l'abril de 2005, Angola està en el mig d'una epidèmia del virus de Marburg, el qual s'està convertint en la pitjor epidèmia de febre hemorràgica registrada en la història, amb més de 237 morts registrades dels 261 casos reportats, i s'ha escampat a 7 de les 18 províncies a partir del 19 d'abril de 2005.

## Geografia

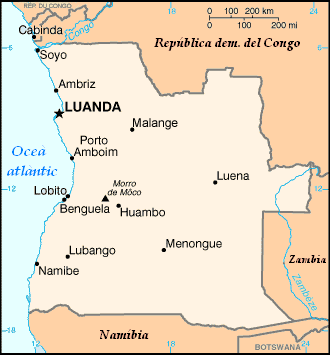
Mapa d'Angola

Les coordenades geogràfiques d'Angola són: 12° 30′ S, 18° 30′ E. Angola té una extensió d'1.246.700 km², és a dir, tretze cops i mig més gran que Portugal. Pel que fa a les fronteres angoleses, té 5.198 km repartits de la manera següent: 2.511 km amb la República Democràtica del Congo i d'aquests, 220 km pertanyen a la frontera amb la província de Cabinda), 1.376 km amb Namíbia, 1.110 km amb Zàmbia i 201 km amb el República del Congo. A més, la costa angolesa mesura 1.600 km.

## Clima
Com la resta de l'Àfrica tropical, Angola gaudeix d'un clima amb alternança d'estacions plujoses i seques. El sud i la costa fins a Luanda tenen un clima semiàrid; al nord alterna una estació fresca i seca (de maig a octubre), i una estació càlida i plujosa (de novembre a abril). A l'interior, per sobre dels 1.000 metres d'altitud, la temperatura i les precipitacions decreixen. El clima de l'altiplà és saludable i vigoritzant. La temperatura mitjana anual a São Salvador do Congo és de 22,2 °C; a Luanda, 23.3 °C; i a Caconda, 19.5 °C. El clima està fortament influenciat pels vents dominants de component oest, sud-oest i sud-sud-oest. Es distingeixen dues estacions: la fresca, de juny a setembre; i la plujosa, d'octubre a maig. Les pluges més abundants es produeixen a l'abril, portades per tempestes violents.

## Llengües i grups ètnics

Mapa de l'extensió dels grups ètnics d'Angola (en portuguès)

Les llengües oficials, o nacionals, són el portuguès, el kikongo, el Kimbundu, el Chokwe, el Mbunda i el kwanyama. A Angola hi ha llistades 42 llengües, una de les quals és extinta. Totes les llengües, excepte les que són específicades, són de la família narrow bantú.
- Bolo: 2.627 parlants a Angola. Es parla al sud-est de Luanda.
- Chokwe: 455.800 parlants a Angola. Sobretot es parla al nord-est del districte de Lunda. També es parla a l'est de Bié, a l'oest de Moxico i a la zona dentral de Cuando Cubango.
- Diriku: Parlat a la zona del sud-est, a la frontera amb Namíbia, entre Kwangali i Ndonga.
- Holu: 23.117 parlants a Angola. Es parla a l'àrea del riu Kwango.
- Kongo, San Salvador: 328.361 parlants a Angola. Parlat a la zona del nord d'Angola, a la riba del riu Congo
- Koongo: Parlat al nord-oest d'Angola. És llengua nacional a la República Democràtica del Congo.
- Kung-ekoka: 1.642 parlants a Angola. És una llengua khoisànida.
- Kwangali: 10.902 parlants a Angola. Es parla a la zona del centre-sud del país.
- Kwanyama: 421.000 parlants a Angola. Es parla a la zona del centre-sud del país.
- Kxoe: 788 parlants a Angola. Es parla a Huthembo (al nord-est de Likuwa) i a Lakamba (oest de Rivungu), a la punta sud-est del país. És una llengua khoisànida.
- Laadi: es parla a la punta nord-oest del país.
- Lucazi: 155.000 parlants a Angola. Es parla a la zona sud-est del país, veïnes a Zàmbia.
- Luimbi: 43.869 parlants a Angola. A l'àrea del centre d'Angola. A la riba del riu Cuanza.
- Lunda: 178.000 parlants a Angola. Es parla a la zona del nord-est del país.
- Luvale: 464.000 parlants a Angola. Parlat a Moxico i a les províncies del sud-est del país.
- Luyana:32.508 parlants a Angola. Es parla al sud-oest del país i a l'est de Moçamedes (Namíbia).
- Maligo: 2.233 parlants a Angola. És una llengua khoisànida.
- Mashi: 2.627 parlants a Angola.
- Mbangala: 400.000 parlants a Angola. A la zona central-nord, a l'est de Luanda.
- Mbukushu: 4.000 parlants a Angola. Es parla a la punta sud-est del país, a la riba nord del riu Okavango.
- Mbunda: 135.000 parlants a Angola. Es parla a la zona del sud-est del país.
- Kimbundu: 4.000.000 parlants a Angola. Es parla al nord-est del país i a la província de Luanda. També es diu Luanda, Lunda, Kimbundu, dongo, Kindongo i altres noms alternatius.
- Mbwela: 222.000 parlants a Angola. Es parla a la zona del centre i est de la província de Benguela.
- Ndombe: 22.329 parlants a Angola. Es parla al sud i al sud-est de la província de Benguela. També es diu Dombe.
- Ndonga: 262.689 parlants a Angola. Es parla al cantó sud-est del país, a Ovamboland. També té altres noms com Oshidonga, Ambo, Osidonga i Ochidonga.
- Ngandyera: 13.134 parlants a Angola. Es parla al cantó sud-est del país.
- Nkangala: 22.269 parlants a Angola. Parlat a la zona central i sud-est de Mbwela
- Nkhumbi: 150.000 parlants a Angola. Es parla a la zona del sud-est del país, entre Zemba, Luyana, Umbundu, Nyemba i Nyaneka. Té altres noms alternatius com Nkumbi, Khumbi, Humbe, Ngumbi i Otjingumbi.
- Nsongo: 50.000 parlants a Angola. Es parla a la zona del centre-nord del país, a la riba del riu Cuanza, al sud de Malanje.
- Nyaneka: 300.000 parlants a Angola. Es parla al sud-oest del país. També es diu Lunyaneda, Nhaneka o Nhaneca.
- Nyemba: 222.000 parlants a Angola. Es parla a la zona central-sud del país, a l'àrea del riu Cuchi.
- Nyengo: 9.382 parlants a Angola. Es parla al cantó sud-est de l'estat.
- !O!ung: 5.629 parlants a Angola. Es parla a la frontera del sud, amb Namíbia. És una llengua khoisànida.
- Portuguès d'Angola: 57.600 parlants a Angola com a llengua materna. És una llengua romànica.
- Ruund: 98.508 parlants a Angola. Es parla al nord-est del país. També es diu Uruund, Lunda nord, Luunda, Chilu Wunda i Muatiamvua.
- Sama: 24.191 parlants a Angola. Es parla a la costa, al sud de Luanda. També es denomina Kissama i Quissama.
- Umbundu: 4.000.000 parlants a Angola. Es parla a l'Oest, a la província de Benguela. També es diu M'bundo, Quimbundo, Ovimbundu, Nano, Mbali, Mbari i Mbundu Benguella.
- Yaka: 200.000 parlants a Angola. Es parla a prop de la frontera central-nord, a l'est del riu Congo. També es diu Kiyaka, laka, Iyaka i Iaca.
- Yauma: 17.075 parlants a Angola. Es parla al sud-est, a la zona del riu Kwando. És una llengua que no està classificada.
- Yombe: 39.403 parlants a Angola. Es parla a Cabinda. També es diu kiyombe, kiombi, iombe i bayombe.
- Zemba: 18.000 parlants a Angola. Es parla a la frrontera del sud-est. També es diu dhimba, dimba, otjidhimba, himba, tjimba, simba, chimba i oluthimba.

A Angola també hi ha documentada la llengua extinta:
- Kwadi: Es parlava a la frontera del sud-oest, al sud de Moçamedes. També es deia cuepe, cuanhoca, curora, koroka, bakoroka, makoroko i mucoroca. Era una llengua khoisànida.

## Divisió administrativa
Angola està dividida en 18 províncies (províncias) i 158 municipis (municípios). 

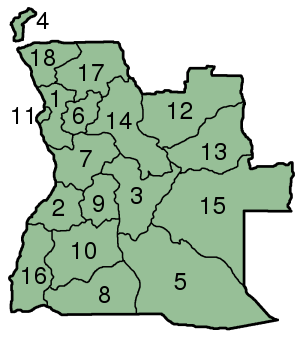
Mapa d'Angola amb les províncies numerades

Les províncies d'Angola són les següents:
| - 1 Bengo - 2 Província de Benguela - 3 Bié - 4 Cabinda - 5 Cuando Cubango - 6 Kwanza-Nord | - 7 Kwanza-Sud - 8 Cunene - 9 Huambo - 10 Huíla - 11 Luanda - 12 Lunda Norte | - 13 Lunda Sul - 14 Malanje - 15 Moxico - 16 Namibe - 17 Uige - 18 Zaire |

## Partits polítics
- Front Democràtic per a l'Alliberament d'Angola
- Moviment Popular per a l'Alliberament d'Angola
- Moviment per a la Independència Nacional d'Angola
- Partit Comunista Angolès
- Partit de Lluita Unida dels Africans a Angola
- Partit de l'Aliança de Joves, Obrers i Pagesos d'Angola
- Partit de la Comunitat Comunista Angolesa

## Economia
Pertany a la COMESA i la CEEAC, dos blocs regionals de la Comunitat Econòmica Africana. El seu desenvolupament ha estat llastat per anys de guerra però des del fi del conflicte està en ràpid creixement, basat en les exportacions de petroli (és membre de l'OPEP)

## Cultura i lleure

### Cinema i televisió
La història del cinema angolès està estretament lligada a la lluita per a la independència de l'estat. El 1961 comença aquesta lluita per part de tres moviments d'alliberació, el MPLA, UNITA i el FNLA. És a la dècada de 1960 quan s'hi comencen a gravar els primers documentals angolesos produïts a iniciativa del Departament d'Informació i de Propaganda del MPLA. Pocs anys després de la independència del país, el 1975, comença a aparèixer una nova fornada de tècnics i es produïren nous films que prenien una posició política lligada a la guerra civil que va la va seguir. El govern angolès va promocionar la producció cinematogràfica per mitjà de l'Institut del Cinema. Al segle xxi el cinema angolès pateix dificultats i la televisió esdevé més activa.